# Счастье моё (фильм, 2010)
«Сча́стье моё» — дебютный полнометражный кинофильм Сергея Лозницы. Это первый игровой фильм, представлявший Украину в конкурсной программе на Каннском кинофестивале. Роуд-муви рисует картину отчуждения, жестокости и насилия, царящих  в постсоветской глубинке.

## Сюжет
В начале показано, как тело человека в тюремной робе бросают в контейнер и заливают бетоном.
Лето. Молодой водитель Георгий едет на грузовике из города по трассе. Его останавливают гаишники, забирают документы и ведут оформлять нарушение. Пока один из гаишников домогается женщины из остановленной ими ранее легковой машины, Георгий незаметно забирает документы со стола и уходит. К Георгию в кабину садится попутчик — старик, который в дороге рассказывает о случае, произошедшим с ним вскоре после войны (когда он возвращался с фронта, комендант вокзала отобрал у него чемодан с подарками невесте, после чего он убил коменданта); вскоре старик сходит. Далее на трассе возникает длинная пробка из-за аварии. К Георгию подходит с предложением услуг несовершеннолетняя проститутка, которую он поит кофе с бутербродами и спрашивает про объездной путь. Георгий довозит её до поселкового рынка, где пытается дать ей денег на еду, однако она бросает деньги и оскорбляет его. Дальше Георгий едет через лес в поисках объезда. Наступает ночь. По пути через поле мотор глохнет. К машине со спящим водителем подходят трое местных мужиков, намереваясь украсть груз, что у них не получается, потому что Георгий просыпается. Якобы чтобы загладить вину, они приглашают Георгия к костру поесть печёной картошки, и один из них оглушает водителя дубиной по голове. Мужики разрезают брезент на кузове и видят мешки с мукой.
Зима. Георгий живёт в деревенском доме с цыганкой и её сыном; машина стоит во дворе дома. Он сильно оброс, медленно передвигается, заторможен и не разговаривает. Ездит на базар продавать муку с сыном хозяйки. Местный милиционер говорит цыганке, что машина в розыске и её «пассажир» тоже. На базаре Георгия избивают местные, затем сажают в КПЗ, откуда он выходит ночью, когда другой задержанный убивает охранника. Цыганка продаёт машину и уезжает с сыном. Георгий бродит по деревне, затем его, полузамёрзшего, находит на обочине дороги тот самый старик, которого он подвозил летом. Старик приводит его домой. Приезжают военные, которым надо у кого-то оставить гроб с погибшим солдатом, который «отвоевался». Старик соглашается в обмен на шинель поставить подпись под документом о том, что погибший сдан родным. Георгий выходит из дома и находит труп старика с пистолетом в руке. Он берёт пистолет, выходит на трассу и садится к дальнобойщику. Ночью их останавливают на том же посту, что ранее летом. Гаишники хотят привлечь их как понятых (перед этим они избили проезжавшего мимо майора милиции из Москвы, который предложил взятку, но вспылил) и хотят оформить его задержание. Когда гаишник продолжает избивать прикованного наручниками милиционера, дальнобойщик и жена майора пытаются протестовать, Георгий убивает всех пятерых из пистолета и уходит по ночной дороге в темноту…

## В ролях
- Виктор Немец — Георгий, водитель-дальнобойщик
- Алиса Слепян — жена
- Дмитрий Быковский-Ромашов — капитан ДПС
- Павел Ворожцов — сержант ДПС
- Владимир Головин — старик, попутчик
- Алексей Вертков — молодой лейтенант
- Дмитрий Готсдинер — комендант вокзала
- Ольга Шувалова — девочка-проститутка
- Лех Диблик — Шатун
- Василий Хулап — Шинель
- Николай Куприяненко — Немой
- Юрий Свириденко — Однорукий
- Дмитрий Поддубный — офицер
- Константин Шелестун — учитель
- Зинаида Белик — старуха
- Мария Варсами — Мария
- Руслан Пашинов — цыганок
- Сергей Бурдюк — мордатый милиционер
- Игорь Чигасов — сержант милиции
- Вячеслав Шихалеев — дежурный милиционер
- Сергей Колесов — Одноглазый
- Леонид Алахвердов — Пётр Николаевич
- Тимофей Трибунцев — офицер с гробом
- Павел Чукреев — солдат с гробом
- Борис Каморзин — водитель грузовика
- Влад Иванов — майор из Москвы
- Ольга Когут — жена майора

## Производство фильма
Большую часть затрат (45 % бюджета) финансировал немецкий продюсер, позже к работе над картиной подключились голландские (10 % бюджета) и украинские (45 % бюджета) партнёры. Съёмки картины проходили в Сумской и Черниговской области Украины. Звук записывали в Нидерландах. Немецкая сторона обеспечивала всю техническую составляющую: плёнку, камеру, осветительное оборудование и технических работников. Оператором был приглашён Олег Муту («Смерть господина Лазареску», «4 месяца, 3 недели и 2 дня»).

## Режиссёр о фильме
По словам Сергея Лозницы, «все сюжеты в фильме реальны». Фильм создавался под впечатлением от слышанных им историй о современной России и о Великой Отечественной войне:

В картине «Счастье моё» нет ничего особенного, отличающего её от того, что вы можете прочесть на страницах газет. Почему они вас так не возмущают? Почему возмущает отражение этого в фильме? Перед вами поставили зеркало — можете отойти, а можете посмотреть.— С. Лозница
Первая половина картины укладывается в один день, затем следует центральный для понимания фильма эпизод из истории великой войны (убийство учителя), после чего меняется временная структура — между сценами проходит большое, хотя не вполне определённое количество времени. Из ста сорока планов сорок приходятся на последний 10-минутный эпизод, который призван ошеломить зрителя своей энергетикой:

Герой, находящийся во второй части картины вне сознания, вдруг стреляет — не по причине возмездия (как подумали люди в зале, начав аплодировать), а из-за желания убрать всё, что раздражает его вокруг. Это как крик без причины — но причина существует, она разлита в пространстве. <…> Общество, устроенное таким образом, обречено на самоуничтожение.— С. Лозница

## Критика
Российская
Фильм вызвал оживлённую полемику в российской прессе. Ряд критиков увидел в фильме антироссийский памфлет. Например, Елена Ямпольская на страницах «Известий» назвала его «преступлением против национальной гордости, нравственности, да просто — человеческой брезгливости». Карен Шахназаров, возглавлявший жюри на «Кинотавре», посчитал фильм откровенно антироссийским, описав режиссёрское послание формулой: «надо перестрелять всех, кто живёт в России». Звучало также мнение, что режиссёр «сознательно балансирует на опасной грани едва ли не самого главного табу — переоценки нацизма».
Роман Волобуев, отметив формальную безупречность фильма, рисующего «Бермудский треугольник размером в страну», высказывает протест по поводу одномерности его содержания: «Сперва это больно, потом удивительно, через час тупеешь и ничего не чувствуешь». Другая часть кинокритиков высказалась о работе Лозницы в положительном ключе:
- Антон Долин в Газете. Ru: «Итак, антирусская чернуха. Пожалуй. Такая же, как „Мёртвые души“, „Господа Головлёвы“ или „Котлован“. Или как „Груз 200“, хотя „Счастье моё“ радикальнее, актуальнее, правдивее и поэтому безнадежнее, чем гротескная кинофреска Балабанова. <…> Дело в бескомпромиссности автора, не оставляющего никакого намека на катарсис, никакого — даже условного — выхода из заколдованного лабиринта под названием Россия»[8].
- Игорь Гулин в «Коммерсанте»: «О пространстве кадра, о тихом, почти немом способе рассказывать истории Лозница знает нечто такое, что по сравнению с его „Счастьем“ вся „новая русская волна“ кажется детским лепетом. В двух вставных историях режиссёр намекает на то, что корни этого ужаса — во Второй мировой, когда русские так озверели, что стали убивать и грабить своих с не меньшим ожесточением, чем чужих. Но объяснение это повисает в воздухе. Зло в фильме настолько бессознательно, что к истории оно, кажется, не может иметь никакого отношения»[9].
- Валерий Кичин («Российская газета»): «„Счастье мое“ — название провокативное, как и сама картина. Это то счастье, которым живёт страна. Не её верхний слой, посещающий „Жизель“ в ГАБТе… Страна. Реальная. Огромная. Вдали от Тверской, от Петербурга, от Екатеринбурга, от Новосибирска, от больших городов. Главная страна, которая и представляет собой Россию… Лозница слишком серьёзен, чтобы думать о киношных штучках в духе Балабанова, где из всех щелей прут муляжи»[10].

Западная
Из западных комментаторов Антони Пэрис Грау (Cinentransit.com) углубился в рассуждения о стране, где основная масса населения «терпит историческое бедствие» и веками страдает от неотступно преследующих её «гнойных ран эндемического насилия». Манола Даргис (The New York Times) отметила высокое мастерство как режиссёра, так и оператора, особенно выделив сцену на сельском рынке, где героя «почти затопляет море грубых лиц и тел», и первую сцену на посту ГАИ, где камера одновременно фиксирует сразу несколько значимых для сюжета эпизодов. Мощная убедительность в изображении действительности, по предположению Даргис, — это и есть «счастье», о котором идёт речь в названии фильма. Майклу Аткинсону (Village Voice) нарисованная Лозницей картина абсолютного зла и несправедливости напомнила ранние, инфернальные в своей мрачности романы Кормака Маккарти («Старикам здесь не место»). Как и подобает документалисту, Лозница больше доверяет камере, чем диалогам, предлагая зрителю самостоятельно заполнить ряд семантических лакун. В целом Аткинсон оценил «Моё счастье» как одну из главных кинопровокаций года.

## Признание
- Режиссёр Андрей Звягинцев, обладатель «Золотого льва» Венецианского кинофестиваля, назвал «Счастье моё» лучшим русскоязычным фильмом последнего времени[14].
- На XXI фестивале «Кинотавр» (2010 год) фильм получил приз за лучшую режиссуру, а также приз Гильдии киноведов и кинокритиков России «Белый слон»[15].
- В июле 2010 года на Ереванском международном кинофестивале «Золотой абрикос» фильм получил 2-й приз фестиваля в номинации «Лучший игровой фильм».
- В ноябре 2010 года фильм получил Гран-при XVII Минского международного кинофестиваля «Лістапад».
- Гран-при 1-го Международного фестиваля молодого европейского кино «VOICES» в Вологде (июль 2010 года)[16].
- Гран-при и приз ФИПРЕССИ 40-го Киевского Международного кинофестиваля «Молодость» (октябрь 2010 года)[17].
- Гран-при Международного кинофестиваля в Таллинне (декабрь 2010 года).
- Приз за лучший сценарий кинофестиваля «Киношок» в Анапе (сентябрь 2010 года).